# Ja nemam snage da te ne volim
Ja nemam snage da te ne volim – tytuł ósmego albumu Hari Mata Hari. Został nagrany i wydany w 1998 roku.

## Tytuły piosenek
1. "Ja nemam snage da te ne volim"
2. "U pomoć"
3. "Ne lomi me"
4. "Pusti me, Bože, pusti me"
5. "Gdje li si sada ljubavi"
6. "K'o prvi dan"
7. "Znam da te gubim"
8. "Emina"
9. "Nije čudo što te volim ludo"

## Członkowie zespołu

### Hari Mata Hari
- Hajrudin Varešanović - wokal
- Izo Kolećić - perkusja
- Karlo Martinović - gitara solo
- Nihad Voloder - gitara basowa